# Afrostyrax kamerunensis
Afrostyrax kamerunensis, biljna vrsta iz porodice Huaceae, dio reda ceceljolike (Oxalidales). Drvo je srednje veličine, svjetložutih cvjetova koje raste po šumama zapadne tropske Afrike (Kamerun, Gabon, DR Kongo, Ekvatorijalna Gvineja.
Vrsta je opisana u Botanische Jahrbücher für Systematik, Pflanzengeschichte und Pflanzengeographie 43: 217, f. 1909.